# Liste des monuments historiques de Pologne

Logo des monuments historiques (en pomnik historii)

Pour être reconnu monument historique de Pologne, un site doit être déclaré comme tel par le président de la république de Pologne. Le terme « monument historique » a été introduit dans la législation polonaise en 1990, et les premiers monuments historiques ont été déclarés par le Président Lech Wałęsa en 1994.

## Liste
La liste suivante est basée sur celle maintenue par l'Institut national du patrimoine (pl) (en polonais : Narodowy Instytut Dziedzictwa)
| Localisation            | Site                                                                                  | Image | Date de classement |
| ----------------------- | ------------------------------------------------------------------------------------- | ----- | ------------------ |
| Biskupin                | Réserve archéologique de Biskupin                                                     |       | 16 septembre 1994  |
| Bochnia                 | Mines de sel de Bochnia                                                               |       | 6 octobre 2000     |
| Chełmno                 | Vieille ville de Chełmno (Kulm/Culm)                                                  |       | 20 avril 2005      |
| Cracovie                | Centre historique de Cracovie                                                         |       | 16 septembre 1994  |
| Częstochowa             | Monastère de Jasna Góra                                                               |       | 16 septembre 1994  |
| Duszniki-Zdrój          | Musée de la fabrication du papier de Duszniki-Zdrój                                   |       | 12 octobre 2011    |
| Frombork                | Cathédrale de l'Assomption-et-Saint-André de Frombork                                 |       | 16 septembre 1994  |
| Gdańsk                  | Centre historique de Gdańsk (pl)                                                      |       | 16 septembre 1994  |
| Gdańsk                  | Champ de bataille de Westerplatte (pl)                                                |       | 1er septembre 2003 |
| Gdynia                  | Basse-ville de Gdynia (pl)                                                            |       | 17 mars 2015       |
| Gniezno                 | Cathédrale de Gniezno                                                                 |       | 16 septembre 1994  |
| Gostyń – Głogówko       | Basilique de Sainte-Colline                                                           |       | 27 mars 2008       |
| Grunwald                | Champ de bataille de Grunwald                                                         |       | 4 octobre 2010     |
| Kalwaria Zebrzydowska   | Sanctuaire de Kalwaria Zebrzydowska                                                   |       | 17 novembre 2000   |
| Kamień Pomorski         | Cathédrale Saint Jean-Baptiste                                                        |       | 1er septembre 2005 |
| Katowice                | Nikiszowiec                                                                           |       | 28 janvier 2011    |
| Katowice                | Bâtiment du Parlement Silésie (en)                                                    |       | 22 octobre 2012    |
| Kazimierz Dolny         | Aire de préservation historique                                                       |       | 16 septembre 1994  |
| Kołbacz                 | Abbaye cistercienne de Kołbacz (pl)                                                   |       | 21 juillet 2014    |
| Kozłówka                | Palais Kozlowka                                                                       |       | 16 mai 2007        |
| Kórnik                  | Château de Kórnik                                                                     |       | 11 juillet 2011    |
| Krzeszów                | Abbaye de Grüssau                                                                     |       | 1er mai 2004       |
| Ląd                     | Abbaye cistercienne de Ląd                                                            |       | 1er juillet 2009   |
| Lednogóra               | Île d'Ostrów Lednicki (en)                                                            |       | 16 septembre 1994  |
| Legnickie Pole          | Basilique Saint-Edwige (pl)                                                           |       | 1er mai 2004       |
| Leżajsk                 | Église et monastère des Bernardins (Leżajsk) (pl)                                     |       | 20 avril 2005      |
| Lubiń                   | Église de la Nativité de la Bienheureuse Vierge-Marie (pl)                            |       | 16 septembre 2009  |
| Lublin                  | Vieille-ville de Lublin (pl)                                                          |       | 16 mai 2007        |
| Łańcut                  | Château de Łańcut                                                                     |       | 1er septembre 2005 |
| Łęknica                 | Parc de Muskau                                                                        |       | 1er mai 2004       |
| Łowicz                  | Cathédrale de l'Assomption-et-Saint-Nicolas de Łowicz                                 |       | 13 novembre 2012   |
| Malbork                 | Forteresse teutonique de Marienbourg                                                  |       | 16 septembre 1994  |
| Nysa                    | Basilique Saint-Jacques-et-Sainte-Agnès de Nysa                                       |       | 28 février 2011    |
| Paczków                 | Vieille ville et forteresse médiévale                                                 |       | 13 novembre 2012   |
| Pelplin                 | Cathédrale de l'Assomption de Pelplin                                                 |       | 15 mai 2014        |
| Poznań                  | Vieille-ville de Poznań (pl)                                                          |       | 28 novembre 2008   |
| Racławice               | Champ de bataille de Racławice                                                        |       | 1er mai 2004       |
| Srebrna Góra            | Fort de Srebrna Góra                                                                  |       | 1er mai 2004       |
| Stargard Szczeciński    | Collégiale Sainte-Marie (Stargard Szczeciński) (pl) et murs de la cité médiévale (pl) |       | 4 octobre 2010     |
| Strzegom                | Basilique collégiale des Saints Pierre et Paul à Strzegom                             |       | 22 octobre 2012    |
| Sudół                   | Site archéologique de Krzemionki Opatowskie (en)                                      |       | 16 octobre 1994    |
| Sulejów                 | Abbaye de Sulejów                                                                     |       | 22 octobre 2012    |
| Tarnowskie Góry         | Mine d'argent historique de Tarnowskie Góry                                           |       | 1er mai 2004       |
| Toruń                   | Vieille ville de Toruń                                                                |       | 16 septembre 1994  |
| Varsovie                | Vieille ville et Palais de Wilanów                                                    |       | 16 septembre 1994  |
| Varsovie                | Système d'approvisionnement en eau de Varsovie (pl)                                   |       | 18 janvier 2012    |
| Varsovie                | Cimetière de Powązki                                                                  |       | 21 juillet 2014    |
| Wieliczka               | Mines de sel de Wieliczka                                                             |       | 16 septembre 1994  |
| Wrocław                 | Centre historique de Wrocław (pl)                                                     |       | 16 septembre 1994  |
| Wrocław                 | Halle du Centenaire de Wrocław                                                        |       | 20 avril 2005      |
| Zamość                  | Vieille ville de Zamość                                                               |       | 16 septembre 1994  |
| Żagań                   | Église de l'Assomption (pl)                                                           |       | 11 mars 2011       |
| Żyrardów                | Complexe industriel du XIXe siècle                                                    |       | 17 janvier 2012    |
| Localisations multiples |                                                                                       |       |                    |
| –                       | Mosquées et minarets de Bohoniki et Kruszyniany                                       |       | 20 novembre 2012   |
| –                       | Canal d'Augustów                                                                      |       | 16 mai 2007        |
| –                       | Canal d'Elbląg                                                                        |       | 28 janvier 2011    |
| –                       | Colline Sainte-Anne (en)                                                              |       | 1er mai 2004       |
| –                       | Palais et jardins de la Vallée de Jelenia Góra (en)                                   |       | 20 septembre 2011  |